# Goldman Sachs
Goldman Sachs (celým názvem The Goldman Sachs Group, Inc.) je globální investičně bankovní společnost, která podniká v cenných papírech, investičním bankovnictví, řízení investic a dalších finančních službách, zejména s institucionálními klienty.
Goldman Sachs byla založena v roce 1869. Sídlí na Broad Street, č. p. 85, na Jižním Manhattanu v New York City. Firma má pobočky ve všech mezinárodních finančních centrech a svým klientům, mezi které patří korporace, vlády a významní podnikatelé z celého světa; nabízí poradenství v oblasti fúzí a akvizic, služby finančních záruky, správu aktiv, služby spojené s obchodováním s cennými papíry. Goldman Sachs se také angažuje v obchodu se značkovým nebo patentem chráněným zbožím a smlouvy s vypořádáním majetku. Je primárním jednatelem na trhu s jistinami státní pokladny Spojených států amerických (United States Treasury security). Dva bývalí zaměstnanci Goldman Sachs, Robert Rubin a Henry Paulson, po kariéře v soukromém sektoru řídili sekretariát státní pokladny Spojených států amerických (United States Secretary of the Treasury, obdoba ministerstva financí) – Rubin v administrativě prezidenta Clintona a Paulson za George W. Bushe.

## Historie

### 1869–1930

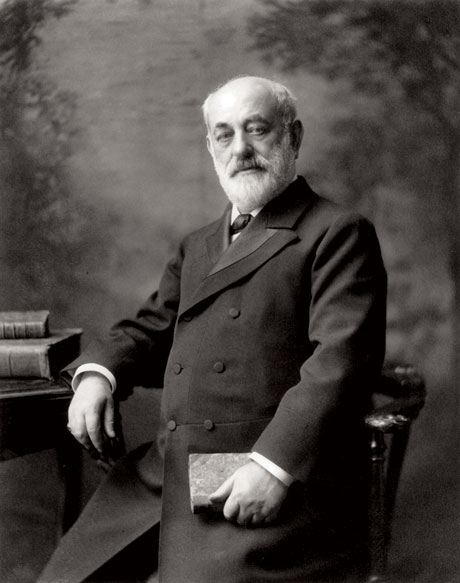
Marcus Goldman

Goldman Sachs v roce 1869 založil německý imigrant Marcus Goldman. V roce 1882 se ke Goldmanovi připojil jeho zeť, Samuel Sachs (přítel Philipa Lehmana z Lehman Brothers) a v roce 1885 Goldmanův syn Henry a jeho zeť Ludwig Dreyfuss. Společnost, jejíž jméno se v témže roce změnilo na Goldman Sachs & Co., začala vynikat v cenných papírech pro podnikatele a v roce 1896 její akcie vstoupily do New York Stock Exchange.
V prosinci 1928 vznikla sesterská korporaci, Goldman Sachs Trading Corp, s distribucí jejích akcií podobnou pyramidovému schématu. Ta skončila spolu s krachem na newyorské burze a poškodila reputaci Goldman Sachs & Co. na mnoho let.

### 1930–1980
V roce 1930 převzal roli partnera společnosti Sidney Weinberg a současně přesunul těžiště firmy k investičnímu bankovnictví. V 50. letech do společnosti přišel Gus Levy a spolu s Weinbergem začali oba určovat směřování Goldman Sachs po následující dvě dekády. Kromě investičního bankovnictví, pro které v roce 1956 zřídili zvláštní divizi, započali trend tzv. blokového (velkomnožstevního) obchodování s akciemi a se soustředili i na zvyšování vlivu společnosti. V roce 1969 převzal vedení Levy a započal expanzi firmy prostřednictvím franšízingu. Levyho krédo bylo: „nenasytnost v dlouhodobém horizontu“, což znamenalo, že pokud podnik je v dlouhodobém období předurčen k velkým výnosům, krátkodobé, momentální ztráty nemusejí znepokojovat.
Sedmdesátá léta 20. století pro Goldman Sachs začala krizí, když spolu s bankrotem její zainteresované společnosti Penn Central Railroad Company ztratila 80 milionů dolarů a navíc z její strany čelila rozsáhlým žalobám. Tato kauza přispěla ke vzniku ratingových agentur, které začaly určovat cenu a solventnost každé společnosti.
Později v průběhu 70. let ale pod vedením Stanleyho R. Millera Goldman Sachs znovu získal ztracenou reputaci a dokonce začal expandovat.
Weinbergův syn John Weinberg a John C. Whitehead se ke Goldman Sachs připojili v roce 1976 jako seniorní partneři a začali spoluurčovat běh společnosti.

### 1980–2007
Od konce roku 1981, kdy Goldman Sachs koupil společnost J. Aron & Company, rozšířil tím svoje podnikání o obchod s komoditami.
Společnost Goldman Sachs koupila v září 2000 společnost Spear, Leeds a Kellogg, jednu z největších specializovaných firem na burze v New Yorku za 6,3 miliardy dolarů. V lednu 2000 Goldman Sachs společně s Lehman Brothers vedl nabídky dluhopisů na internetu pro Světovou banku.
V roce 2003 společnost převzala 45% podíl ve společném podniku s investiční bankou JBWere. V prosinci roku 2005, čtyři roky po zveřejnění zprávy o rozvíjejících se ekonomikách „BRIC“ (Brazílie, Rusko, Indie a Čína), Goldman Sachs rozšířil působnost na další země s využitím makroekonomické stability, zralosti, otevřenosti obchodních a investičních politik a kvality vzdělávání, např. Bangladéš, Egypt, Indonésii, Írán, Mexiko, Nigérii, Pákistán, Filipíny, Turecko, Jižní Koreu a Vietnam.[zdroj?]
V květnu 2006 Paulson opustil firmu, aby sloužil jako ministr financí Spojených států a Lloyd Blankfein byl povýšen na předsedu a generálního ředitele. V lednu 2007 společnost Goldman společně s CanWest Global Communications získala společnost Alliance Atlantis, společnost s vysílacími právy k licenci CSI.

### 2008–současnost
Podle průzkumu BrandAsset Valuator z roku 2009, který se odebral ze 17 000 lidí celostátně, měla reputace firmy v letech 2008 a 2009 a konkurující Morgan Stanley více než Goldman Sachs, což bylo zvrat sentimentu v roce 2006. Goldman odmítl vyjádřit své připomínky.
V roce 2011 získala společnost Goldman plnou kontrolu nad společností JBWere a uzavřela globální fond Alpha, který je největším hedgeovým fondem firmy. Oznámení následovalo ohlášeném poklesu zůstatku fondů na méně než 1,7 miliardy dolarů v červnu 2011 z 11 miliard dolarů v roce 2007. Pokles byl způsoben tím, že investoři se stáhli z fondu po dřívějších podstatných ztrátách na trhu. Alpha byla v jednom okamžiku jedním z největších hedgeových fondů na světě a měl pod správou více než 12 miliard dolarů.
V dubnu 2013 společnost Goldman společně s Deutsche Bank vedla dluhopisovou nabídku společnosti Apple Inc. ve výši 17 miliard dolarů, což je největší dohoda o korporátních dluhopisech v historii a první v Apple od roku 1996. Goldman Sachs spravovala oba předchozí dluhopisy společnosti Apple v devadesátých letech. Goldman Sachs byl vedoucím upisovatelem pro počáteční veřejnou nabídku Twitteru v roce 2013. V té době byla pozice Goldmana jako vedoucího upisovatele pro Twitter považována za „jednu z největších technologických cen v okolí“. Goldman získala poplatky z přidané hodnoty ve výši přibližně 22,8 milionů dolarů.
V červnu 2013 koupila společnost Goldman Sachs úvěrové portfolio od Suncorp Group v Brisbane, jedné z největších bank a pojišťoven v Austrálii. Úvěrové portfolio ve výši 1,6 miliardy dolarů bylo nakupováno za 960 milionů dolarů. Dne 30. října 2014 podala společnost Goldman Sachs patentovou aplikaci pro virtuální měnu nazvanou SETLCoin.  
V srpnu 2015 společnost Goldman Sachs souhlasila s nabytím on-line depozitářské platformy GE Capital Bank společnosti GE Electric. Podmínky transakce nebyly zveřejněny, ale v nákupu jsou zahrnuty vklady v hodnotě 8 mld. USD a další depozitní certifikáty ve výši 8 mld. USD. Nákup umožňuje společnosti Goldman Sachs přístup ke stabilnímu a levnému fondu zdrojů financování. 
V dubnu 2016 založila Goldman Sachs banku GS Bank. V říjnu 2016 společnost Goldman Sachs Bank USA začala nabízet žádané osobní půjčky pod značkou Marcus Goldman Sachs. V březnu roku 2016 se Goldman Sachs dohodl na získání spouštění finančních technologií Honest Dollar, nástroj digitálního důchodového spoření založeného americkým podnikatelem zaměřeným na pomoc malým podnikům a osobám samostatně výdělečně činným získat cenově dostupné penzijní plány. Podmínky smlouvy nebyly zveřejněny. 
V květnu 2017 koupila společnost Goldman Sachs centrální banku Venezuely za 2,8 miliardy dolarů.

## Struktura společnosti

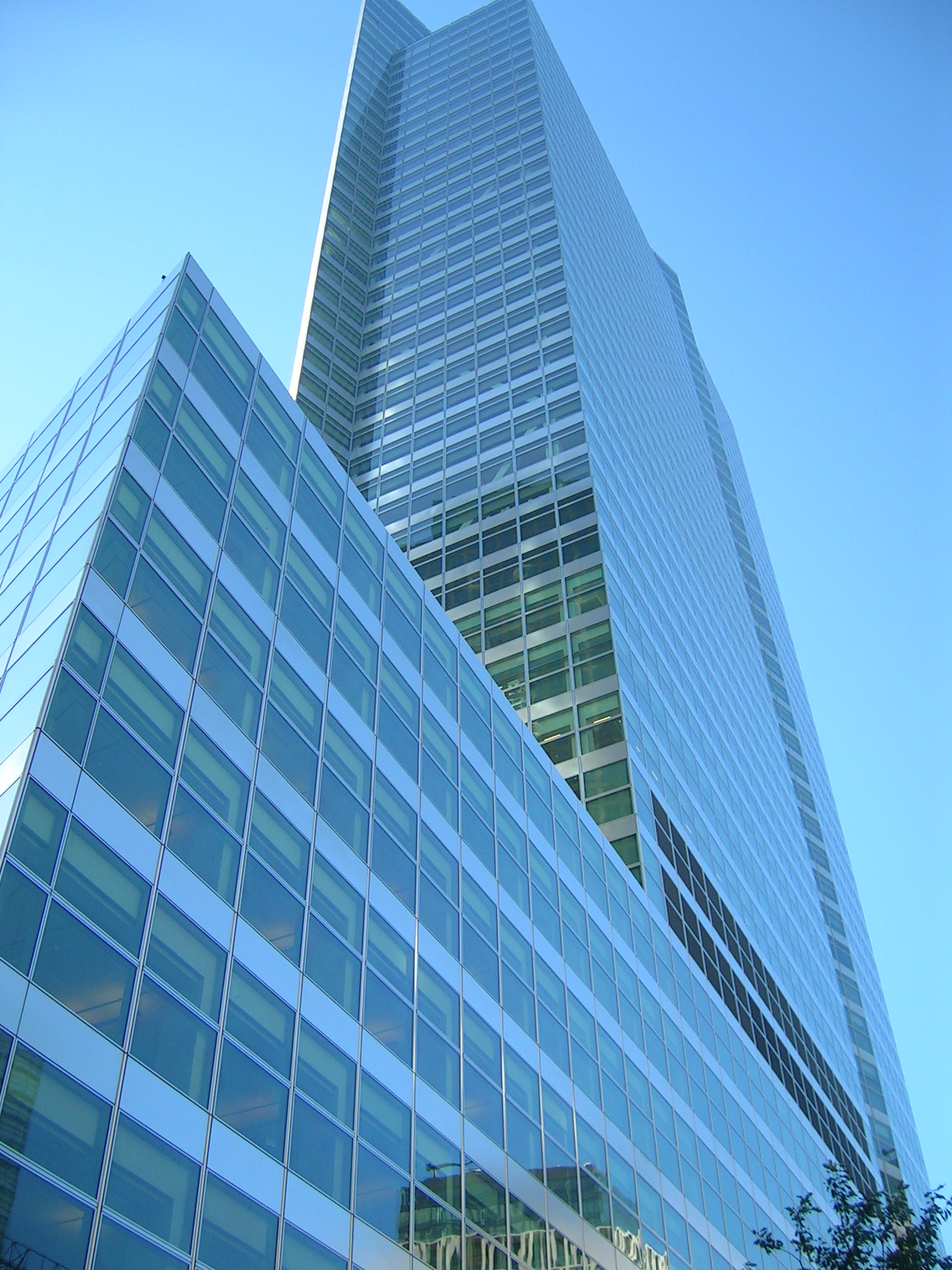
Ústředí Goldman Sachs

Goldman Sachs je podle oborů svého podnikání rozdělen na tři části:
- Investiční bankovnictví (Investment banking)
- Obchodování a investice (Trading and Principal Investments)
- Správa aktiv a služby spojené s cennými papíry (Asset Management and Securities Services)

### Investment banking
Odbor investičního bankovnictví je u Goldman Sachs dále rozdělen na dvě divize.
- Finanční poradenství – fúze a akvizice, investitury, korporátní obranné činnosti, restrukturalizace a vedlejší produkty
- Finanční záruky – (veřejné nabídky a diskrétní fundraising, nástroje spojené s dluhem a základním majetkem)

Goldman Sachs je považována za předního experta v poradenství ohledně fúzí a akvizic, a reputaci (zejména v 80. letech) získala v záchraně mnoha firem před nevýhodným převzetím větším hráčem.

### Trading and Principal Investments
Tento odbor je ze všech tří největší a je pro Goldman Sachs hlavním zdrojem příjmu. Je dále rozdělen na tři divize:
- Fixní příjem, měna a komodity (Fixed Income, Currency and Commodities) – obchodování s měnami a komoditami, s tituly založenými na úrocích, jistinami krytými hypotékou, úvěry a ostatními peněžními strukturovanými i odvozenými produkty
- Majetkové podstaty (Equities) – obchodování se základními majetky, jejich deriváty a produkty od nich odvozenými, včetně strukturovanými produkty; s opcemi a budoucími kontrakty na světových trzích
- Ústřední investice (Principal Investments) (velké obchodní bankovní investice a fondy).

### Asset Management and Securities Services
Jak název napovídá, odbor správy aktiv a služeb spojených s cennými papíry je rozdělen do divizí:
- Správa aktiv (Asset Management) – nabízí služby v investičním poradenství a finančního plánování a nabízí svým klientům investiční tituly
- Služby spojené s cennými papíry (Securities Services) – zajišťuje clearing, opatrovnické (custody) bankovní služby, půjčky jistin a reporting pro instituce a jiné klienty jako hedgeové, podílové a penzijních fondů. Tato divize generuje příjmy zejména z úroků.

## Kontroverze
Ve své nedávné historii byla banka Goldman Sachs aktérem mnoha finančních skandálů.
Banka Goldman Sachs je např. obviňována z toho, že v období 1998–2009 pomáhala řecké vládě maskovat skutečnou výši státního dluhu tím, že falšovala rating této země a prostřednictvím CDS transakcí opticky snižovala výši řeckého zadlužení.
Společnost Goldman Sachs vydělala značné jmění na americké finanční krizi. Americká Komise pro vyšetřování příčin finanční krize (FCIC) se v červnu 2010 obrátila na soud, aby z banky Goldman Sachs Group vymohla dokumenty, nutné k vyšetřování. Soudní obsílkou komise vymáhá podklady ve chvíli, kdy banky neprojevily zájem o spolupráci.